# Frank Collin
Francis Joseph Collin, detto Frank (Chicago, 3 novembre 1944), è un politico statunitense.
Neonazista convinto, è stato segretario del Partito Nazista Americano ed in questa veste divenne famoso alla fine degli anni Settanta per aver organizzato una marcia antisemita in parata nazista a Skokie, sobborgo ebreo di Chicago. A chi gli rimproverava l'illegalità del suo gesto, egli rispondeva così: "Il primo emendamento della costituzione americana sancisce la libertà di parola. Di ogni parola". After Collin was convicted and sentenced in 1979 for child molestation, he lost his position in the party.

## Biografia
Collin inizialmente sostenne il Partito Nazista Americano di George Lincoln Rockwell (anni sessanta), ma si trovò in disaccordo con alcune idee dei suoi successori e in quanto Matt Koehl, successore di Rockwell lo accusò di essere in realtà un ebreo: pertanto nel 1970 preferì staccarsi fondando un partito autonomo (il Partito Nazionalsocialista d'America) col quale nel 1977 annunciò la volontà di marciare contro quelli che lui chiamava "i poteri forti dei sionisti" presso Skokie, un sobborgo di Chicago a maggioranza ebraica (dai sondaggi demografici risultava che tra gli abitanti uno su sei era un sopravvissuto alla Shoah) sfoggiando svastiche e altri simboli nazisti. Con il motto "White Power" ("Potere bianco") si mise alla testa delle sue milizie, anche se la manifestazione si rivelò un fiasco perché la Corte Suprema si rifiutò di legalizzarla e sostenerla. il caso generò grande attenzione mediatica sul partito di Collin. Alla fine, appellandosi in giudizio al primo emendamento della costituzione a all'American Civil Liberties Union, ente difensore della libertà di parola, Collin riuscì ad ottenere il permesso di marciare col suo partito in corredo nazista nonostante l'opposizione locale. Collin alla fine propose un compromesso, manifestando nel Marquette Park di Chicago, scelto in quanto luogo dove Martin Luther King venne aggredito nel 1966. invece che a Skokie, ma anche in questo caso si scontrò con l'opinione pubblica e locale.

### Accuse di molestie sessuali su bambini
In questo periodo, Harold Covington, membro del Partito Nazionalista Americano con cui era entrato in rivalità per la guida del partito affermò di aver ritrovato tra le carte della scrivania di Collin fotografie che testimoniavano alcuni suoi abusi su minorenni e riferendolo alla polizia. Con l'arresto di Collin, Covington subentrò alla guida del NSPA e spostò la sede da Chicago al North Carolina. Nel 1980 Collin venne condannato a sette anni di carcere per aver violentato due bambini ma ne scontò solo tre.

### Dopo il carcere
Nel 1983 tornò in libertà: ormai totalmente emarginato dal suo partito si occupò sempre meno di politica e sempre più di spiritualità New Age: con lo pseudonimo di Frank Joseph si convertì al neopaganesimo (precedentemente era cattolico) e scrisse l'opera The Destruction of Atlantis (La distruzione di Atlantide, 1987). Dell'anno dopo è invece Atlantis in Wisconsin (Gli antichi americani), nel quale egli sostiene che i nativi americani e le popolazioni precolombiane fossero già entrati in contatto con l'Europa sin dal Neolitico affermando che le loro conoscenze siano state quindi ereditate da altre popolazioni extracontinentali. In alcuni saggi successivi egli tratterà anche dello sviluppo e dei progressi tecnologici di questi "uomini antichi". Le sue affermazioni sono state paragonate ad alcune teorie del XIX storicamente smentite e sono considerate improbabili e sensazionalistiche dagli storici.

## Riferimenti nella cultura di massa
Il personaggio Graydon Creed della saga di X-Men della Marvel Comics è stato ispirato al personaggio di Frank Collin.